# 勝山髷

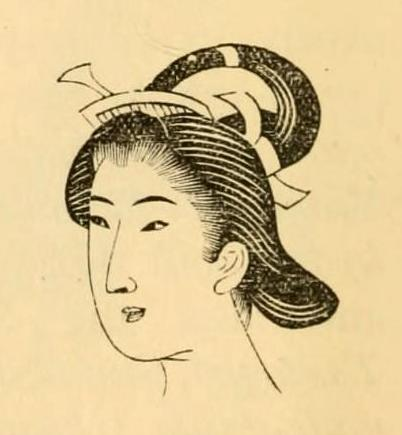
勝山髷

勝山髷（かつやままげ）とは、江戸時代初期の明暦年間ごろ登場した女髷。

## 概要
遊女の勝山が結い始めたのが最初であることから勝山髷と呼ばれたが、元禄ごろには一般の女性にも広まり上品な印象であったころから武家の若い奥方などに結われるようになった。のちに勝山髷が変形したものは「丸髷」と呼ばれ江戸中期頃には遊女、後期以降は既婚の女性の髪形となった。

## 特徴
髷が大きな輪になっているのが特徴。
元禄ごろの勝山髷は、前髪を引きつめ鬢を出さない代わりに、つとを思い切りだす鶺鴒髱という形にしていた。江戸中期ごろ髷の輪の幅が広く全体が平たくなっていくが、特に輪が潰れた球に近いほど広く平たくなったものを「丸髷」と呼ぶ。
なお、現代の京都の舞妓や、嶋原太夫に結われている「勝山」は形状的には吹輪に近いものである。